# Dvärgkolvlav
Dvärgkolvlav (Pilophorus dovrensis) är en lavart som först beskrevs av William Nylander och fick sitt nu gällande namn av Timdal, Hertel & Rambold. 
Dvärgkolvlav ingår i släktet Pilophorus och familjen Cladoniaceae.  Arten är reproducerande i Sverige. Inga underarter finns listade i Catalogue of Life.